# Trigonolampa
Trigonolampa is een monotypisch geslacht van straalvinnige vissen uit de familie van Stomiidae.

## Soort
- Trigonolampa miriceps Regan & Trewavas, 1930